# Affrontements Afar-Somali
Les affrontements Afar-Somali sont des conflits territoriaux entre la région Afar et la région Somali de l'Éthiopie. Selon le Crisis Group, depuis le début des conflits entre les groupes, des dizaines de personnes ont été tuées. En octobre 2020, 27 personnes ont été tuées. Le 2 avril 2021, 100 éleveurs de bétail auraient été abattus.
Le 24 juillet 2021, des affrontements ont éclaté dans la ville de Gadamaytu. La libération de cette dernière a donné suite à une accusation de genocide par les issas, mais très rapidement démentis par les autorités éthiopiennes. Ces événements ont été suivis de protestations massives dans la région somalienne, avec des barrages routiers placés sur la seule route sortant de la colonie et la destruction partielle de la ligne ferroviaire qui va à Djibouti où passe 95% du commerce maritime éthiopien. 
Le conflit s'est étendu à Djibouti où les Afars et les Somaliens se sont affrontés dans la banlieue de Balbala de la ville de Djibouti. En conséquence, le 1er août, l'ambassade des États-Unis à Djibouti a lancé une alerte de manifestation avertissant d'émeutes dans les quartiers de Balbala et Arhiba de la ville de Djibouti.